# الحرب المونتنيغرية العثمانية (1876–1878)
الحرب المونتنيغرية العثمانية، وتُعرف أيضًا باسم الحرب العظمى، هي حرب اندلعت بين إمارة مونتنيغرو والإمبراطورية العثمانية بين عامي 1876 و1878. انتهت الحرب بانتصار مونتنيغرو. خاض الطرفان 6 حروب كبرى و27 معركة أصغر، من بينها معركة فوتشيه دو بالغة الأهمية.
أشعلت انتفاضة الهرسك المجاورة سلسلة من التمردات والانتفاضات ضد العثمانيين في أوروبا. اتفقت مونتنيغرو وصربيا على إعلان الحرب على العثمانيين في 18 يونيو 1876. تحالفت مونتنيغرو مع الهرسك. كانت معركة فوتشيه دو إحدى المعارك المهمة التي أسهمت في انتصار مونتنيغرو في الحرب. في عام 1877، خاضت مونتنيغرو معاركًا ضخمة على طول حدود الهرسك وألبانيا. أخذ نيكولا الأول أمير مونتنيغرو (الجبل الأسود) بزمام المبادرة وصد هجومًا للقوات العثمانية القادمة من الشمال والجنوب والغرب. استطاع نيكولا إخضاع نيكشيتش (24 سبتمبر 1877) وبار (10 يناير 1878) وأولسيني (20 يناير 1878) وغرُموجور (26 يناير 1878) وفرانينا ولِسيندرو (30 يناير 1878).
انتهت الحرب بتوقيع العثمانيين في 13 يناير 1878 هدنةً مع مونتنيغرو في أدرنة. اضطر العثمانيون إلى توقيع اتفاقية سلام في 3 مارس عام 1878 جراء تقدم القوات الروسية نحو حدودهم، فاعترفت الإمبراطورية العثمانية باستقلال مونتنيغرو، بالإضافة إلى استقلال رومانيا وصربيا، وازدادت مساحة مونتنيغرو من 4,405 كيلومتر مربع إلى 9,475 كيلومتر مربع. كسبت مونتنيغرو أيضًا بلدات نيكشيتش وكولاشين وسبوج وبودغوريتسا وجابياك، بالإضافة إلى وصولها إلى البحر.

## خلفية
في أكتوبر عام 1874، اغتُيل يوسف–بك موشين كرنيتش في بودغوريتسا، وهو رجل دولة عثماني بارز، وكانت بودغوريتسا حينها بلدة عثمانية قرب الحدود مع مونتنيغرو. يُعتقد أنه قُتل على يد قريبه ماركو مليانوف، وهو حاكم محلي وجنرال عسكري من مونتنيغرو، وهو من حرّض على عملية الاغتيال أغلب الظن. نتيجة ذلك، شنّ العثمانيون حملة انتقامية ضد السكان المحليين ومواطني مونتنيغرو الذين كانوا حاضرين في سوق المزارعين ضمن بلدة بودروغيتسا، والأخيرة هي عاصمة مونتنيغرو اليوم. قُدر مصرع 17 مدني مونتنيغري. تُعرف هذه الحادثة باسم «مذبحة بودروغيتسا». أدت هذه الحادثة إلى سوء العلاقات بين مونتنيغرو والإمبراطورية العثمانية، ثم تدهورت العلاقة عقب اندلاع انتفاضة في الهرسك عام 1875. قادت مونتنيغرو الانتقاضة، فوفرت المساعدات العسكرية والمالية للثوار، وعرضت مطالب الثوار على الباب العالي العثماني. طالب مونتنيغرو بتسليم جزء من الهرسك إليها، لكن الباب العالي رفض هذا الطلب. جراء ذلك، أعلنت مونتنيغرو الحرب في 18 يونيو عام 1876، وتبعتها حليفتها الرئيسة، إمارة صربيا، في إعلان الحرب على الفور.

## الحرب
في بداية الحرب، وعند وصول ميلانوف إلى كوتسي على الجبهة العثمانية، تمردت قبيلة كوتسي وهاجمت العثمانيين. ملأ الباشا بلدة مِدون والحصون الأخرى الأصغر، كفوندينا وكوتشي وزاتريباتش وأوراخوفو، بالجنود.
هاجمت قبائل بيبيري وكوتسي مستوطنة وحصن كوتشي، وقتلت جزءًا من الجنود، بينما عثرت على العثمانيين في القلاع التي أرادوا تدميرها بالمدافع الخشبية. تروي إحدى القصائد الملحمية حول الحرب قصة إرسال عبدي باشا الشركسي و20 ألفًا من جنود سنجق إشقودرة، بأمر من السلطان، بهدف الهجوم على قبيلتي كوتسي وبيبيري. تروي القصيدة زحف جزءٍ من الجيش نحو كوتسي، والحرب التي خاضها لاحقًا في زاتريباتش وفوندينا.
خلال الحرب المونتنيغرية العثمانية، تمكن جيش مونتنيغرو من الاستيلاء على مناطق ومستوطنات معينة على طول الحدود، بينما واجه مقاومة عنيفة من طرف الألبان في أولسيني، وخاض معركة مع قوة ألبانية عثمانية في منطقتي بودروغيتسا–سبوج وغوسينيه–بلاف. بناءً على ذلك، كانت مكاسب مونتنيغرو الحدودية أصغر بكثير. طُرد بعض المسلمين والسكان الألبان الذين عاشوا قرب الحدود الجنوبية سابقًا من بلدتي بودروغيتسا وسبوج. استقر أولئك المطرودون في مدينة إشقودرة والمناطق المجاورة لها.

## معارك بارزة
- معركة فوتشيه دو (18 يوليو 1876)
- معركة فوندينا (2 أغسطس 1876)